# Бахмутська українська повітова рада
Бахмутська українська повітова рада — орган національного самоврядування українців в Бахмутському повіті Катеринославської губернії у 1917-1918 рр.

## Історія
Бахмутська українська повітова рада створена навесні 1917 р. на хвилі піднесення українського національно-визвольного руху. Рада підтримала Центральну Раду і заявила протест проти виключення Катеринославської губернії з території автономної України, передбаченої ІІ Універсалом Української Центральної Ради та Інструкцією Тимчасового уряду Генеральному секретаріатові УЦР. 
3 вересня 1917 року в Бахмуті відбувся Бахмутський повітовий український з'їзд. З'їзд обрав представників Бахмутського повіту до складу Центральної Ради. Ними стали Роман Ільяшенко і В. Павленко, а Король обраний кандидатом до них.
Рада виступав за виділення українців в окремий батальйон які служили в 25-му запасному піхотному полку, цей заклик знайшов відгук в солдатському середовищі і в місті було створено курінь.
Коли Центральна Рада в III Універсалі проголосила Українську Народну Республіку, з ініціативи ради, над будівлею Бахмутської повітової земської управи було піднято жовто-синій прапор.
У грудні 1917 року, після захоплення міста більшовиками, рада тимчасово припиняла свою діяльність до відновлення контролю УНР над цими територіями навесні 1918 р.

## Голова
- Ільяшенко Роман